# Curcuma coerulea
Curcuma coerulea är en enhjärtbladig växtart som beskrevs av Karl Moritz Schumann. Curcuma coerulea ingår i släktet Curcuma och familjen Zingiberaceae. Inga underarter finns listade i Catalogue of Life.